# 李民 (1923年3月)
李民（1923年3月—），男，山西临县人，中华人民共和国政治人物。

## 生平
1939年4月至1949年8月，历任山西临县曹峪乡党支部书记、二区组织干事，山西隰县城关区民联主任。1940年3月，加入中国共产党。1949年9月，陆续担任岳池县城关区区长、罗渡区委书记、副县长。1954年5月，任南充地委农工部副部长，广安县委书记。1961年9月至1965年12月，担任政协广安县委员会主席。1964年10月，中央政治局委员、四川省委书记李井泉派出以省公安厅厅长秦传厚为团长的省委工作团，来广安推行“桃园经验”，全面开展夺权斗争。县委书记李民被停职检查，软禁在农业局。1964年11月至1977年6月，任间中县农场副场长，闽中县印剧厂厂长，南充地区农修厂党委书记、厂长。1977年7月至1981年7月，任南充地区纪委副主任、农工部部长。1981年8月，任南充地区行署副专员。1983年6月，任南充地区行署顾问。1990年8月，离休。